# Koúrenta
Koúrenta (Kourenta) är en ort i Grekland.   Den ligger i prefekturen Nomós Ioannínon och regionen Epirus, i den nordvästra delen av landet, 300 km nordväst om huvudstaden Aten. Koúrenta ligger 415 meter över havet och antalet invånare är 113.
Terrängen runt Koúrenta är kuperad. Runt Koúrenta är det glesbefolkat, med 11 invånare per kvadratkilometer. Närmaste större samhälle är Eleoúsa, 16,6 km öster om Koúrenta. I omgivningarna runt Koúrenta växer i huvudsak blandskog.